# 1989 CX
1989 CX är en asteroid i huvudbältet som upptäcktes den 7 februari 1989 av de båda japanska astronomerna Seiji Ueda och Hiroshi Kaneda i Kushiro.
Den tillhör asteroidgruppen Phocaea.